# Masa spoczynkowa protonu
Masa spoczynkowa protonu – masa protonu pozostającego w spoczynku w inercjalnym układzie odniesienia. Rozróżnienie między masą spoczynkową a masą cząstki poruszającej się jest istotne z punktu fizyki relatywistycznej i ma znaczenie np. w przypadku zjawisk i eksperymentów z dziedziny fizyki cząstek elementarnych.
Jej wartość wg CODATA na podstawie pomiarów od roku 2022 wynosi:
{\displaystyle m_{p}=1{,}672\,621\,925\,95(52)\cdot 10^{-27}\,\mathrm {kg} }
i jest ponad 1836 razy większa niż wartość masy spoczynkowej elektronu.

Historia oceny masy protonu

Historia oceny stosunku mas protonu i elektronu

Wcześniejsze wartości:
{\displaystyle m_{p}=1{,}672621637(83)\cdot 10^{-27}\ {\text{kg}}} (2007)
{\displaystyle m_{p}=1{,}67262171(29)\cdot 10^{-27}\ {\text{kg}}=1836{,}15267261(85)m_{e}} (2002)
{\displaystyle m_{p}=1{,}67262158(13)\cdot 10^{-27}\ {\text{kg}}=1836{,}1526675(39)m_{e}} (1998)
{\displaystyle m_{p}=1{,}6726231(10)\cdot 10^{-27}\ {\text{kg}}=1836{,}152701(37)m_{e}} (1986)